# Bet Sze’an
Bet Sze’an daw. Scytopolis (hebr. בֵּית שְׁאָן; arab. بيسان, Beisanⓘ, Bajsan; ang. Beit She’an) – miasto położone w Dystrykcie Północnym w Izraelu.
Ważny ośrodek administracyjny i przemysłowy Dolnej Galilei. Z powodu swojego geograficznego położenia na skrzyżowaniu szlaków handlowych Doliny Jordanu i Doliny Jezreel odegrało ważną rolę historyczną. Na przestrzeni wielowiekowej historii było nazywane: Scytopolis, Nysa i Beisan. We współczesnych czasach odgrywa ważną rolę jako regionalne centrum w Dolinie Bet Sze’an.

## Położenie

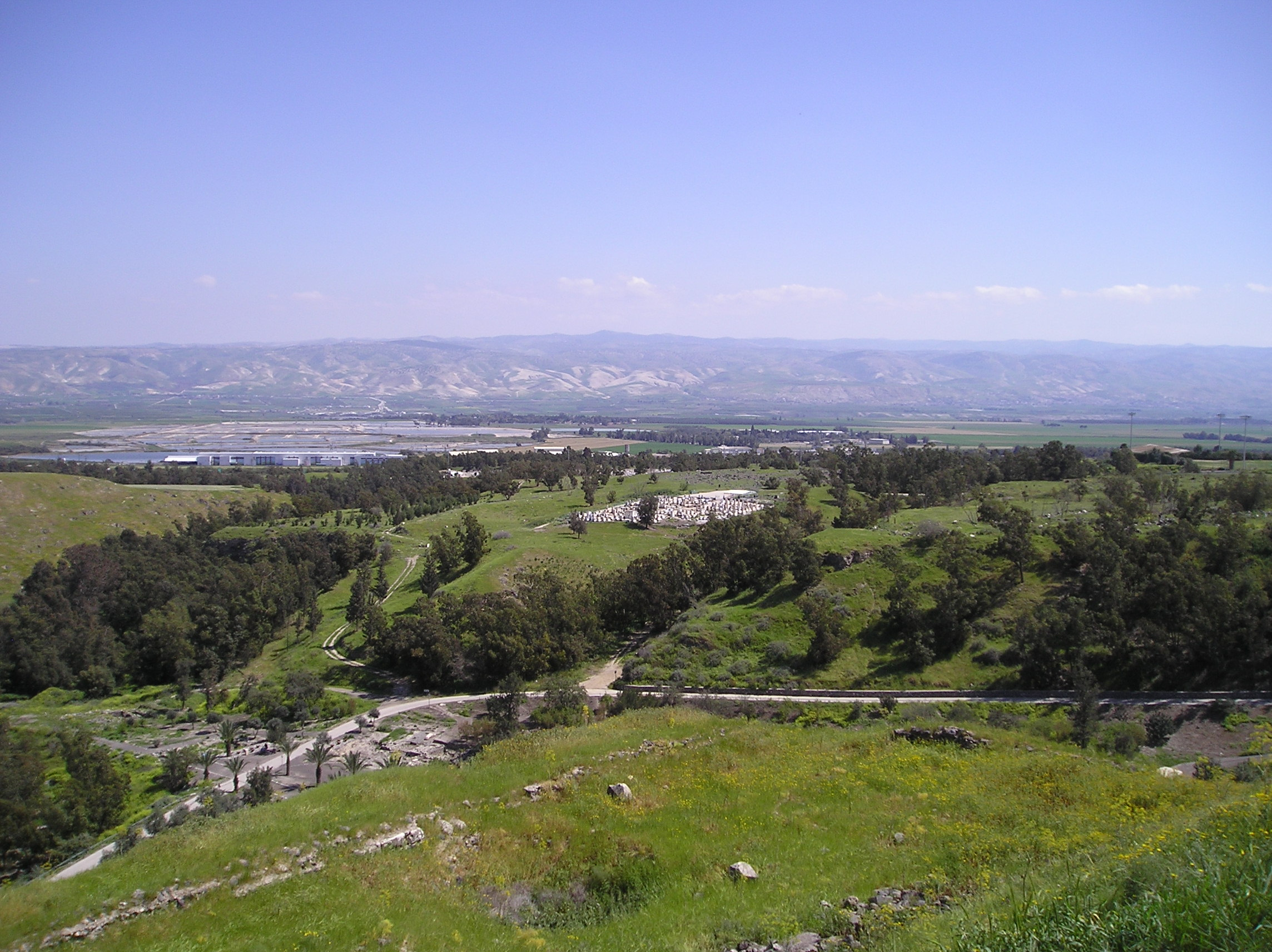
Panorama Doliny Bet Sze’an

Miasto Bet Sze’an leży w Dolinie Bet Sze’an w północno-wschodniej części Izraela. W jego otoczeniu znajdują się kibuce Chamadja, Newe Etan, Kefar Ruppin, En ha-Naciw, Szeluchot, Reszafim, Mesillot, Nir Dawid i Sede Nachum. Wszystkie ona należą do Samorządu Regionu Emek ha-Majanot.
Miasto leży w Poddystrykcie Jezreel w Dystrykcie Północnym Izraela.

## Środowisko naturalne
Bet Sze’an jest położone na wysokości 125 metrów p.p.m. w intensywnie użytkowanej rolniczo Dolinie Bet Sze’an, będącej częścią Rowu Jordanu w Dolnej Galilei. Okoliczny teren jest stosunkowo płaski, opada jednak w kierunku wschodnim w depresję rzeki Jordan. Wzdłuż północnej granicy miasta przebiega wadi rzeki Charod, z którym łączy się przepływający przez centrum strumień Kibucim. W odległości 4 km na wschód od miasta przepływa rzeka Jordan, stanowiąca granicę państwową z Jordanią. Wokół miasta znajdują się liczne źródła, których wody są odprowadzane do sztucznych stawów hodowlanych. Jedynymi niewielkimi wzgórzami są wzgórza pochodzenia ludzkiego, takie jak położone na północy Tel Bet Sze’an, Tel Icteba i Nacharon Telefon, po stronie zachodniej Tel Bacula i Tel Temes, oraz na wschodzie Tel Nysa. W odległości 4 km na południowy zachód od miasta wznosi się masyw górski Gilboa, a na północy jest Ramot Jissachar.

## Historia
Położenie geograficzne miasta decydowało o jego strategicznym znaczeniu. Kontrolowało ono skrzyżowanie najważniejszych dróg w Dolinie Jordanu i Dolinie Jezreel, broniąc w ten sposób dostępu do wybrzeża Morza Śródziemnego, a także do Galilei. Takie położenie powodowało, że od najdawniejszych czasów znajdowały się tutaj osady ludzkie. Wykopaliska archeologiczne wskazują, że pierwsza osada powstała na wzgórzu Tell Bet Sze’an pod koniec okresu neolitu lub na początku chalkolitu (VI-V tysiąclecie p.n.e.). Pozostałości odnalezionej ceramiki wskazują, że osada istniała z przerwami do końca wczesnej epoki brązu (III tysiąclecie p.n.e.). Po podboju Bet Sze’an przez egipskiego faraona Totmesa III (XV wiek p.n.e.), miasto zostało przekształcone w centrum administracji regionu. Egipcjanie zmienili organizację miasta i pozostawili po sobie wiele śladów kultury materialnej. Najazdy ludów Morza zakończyły panowanie egipskie w Kanaanie. Prawdopodobnie w drugiej połowie XIII wieku p.n.e. ziemie te zajęły koczownicze plemiona izraelitów. Około 1100 roku p.n.e. zdobyli je Filistyni, którzy wykorzystywali je do dalszego podboju Starożytnego Izraela. Około 1007 roku p.n.e. w bitwie na wzgórzu Gilboa Filistyni zabili izraelskiego króla Saula i trzech jego synów. Biblia opisuje, że na murach Bet Sze’an zawieszono wówczas ciało zabitego króla. Fragmenty murów obronnych miasta z tego okresu zostały odnalezione. Miasto zostało zdobyte przez Izraelitów dopiero za czasów podbojów króla Dawida i włączone w granice jego zjednoczonego królestwa Izraela. W okresie panowania jego syna, króla Salomona, Bet Sze’an było ważnym ośrodkiem lokalnej administracji. Asyryjski podbój północnego Izraela dokonany przez Tiglat-Pilesera III doprowadził do spalenia w 732 roku p.n.e. miasta Bet Sze’an. Po tym zniszczeniu miasto przez bardzo długi czas nie było odbudowywane.
Okres hellenistyczny przyniósł odbudowę miasta, któremu zmieniono nazwę na Scytopolis (gr. Σκυθόπολις). Według mitologii greckiej założycielami miasta był Dionizos i opiekunka jego dzieci, Nysa, która została właśnie tam pochowana. Stąd miasta było powszechnie znane jako Nysa-Scytopolis. Niewiele wiadomo o wczesnej historii tego miasta, poza faktem, że w III wieku p.n.e. na tutejszym wzgórzu wybudowano dużą świątynię. Nie wiadomo komu była ona poświęcona, ale użytkowano ją jeszcze w czasach rzymskich. Następnie miasto przechodziło z rąk egipskich Ptolemeuszy w ręce syryjskich Seleucydów. W II wieku p.n.e. Scytopolis uzyskało prawa miejskie, co zapoczątkowało okres rozbudowy miasta. Odegrało ono ważną rolę w żydowskim powstaniu Machabeuszów (lata 167-160 p.n.e.). Pod koniec II wieku p.n.e. zostało zniszczone przez pożar. W 63 roku p.n.e. rzymski generał Pompejusz włączył Scytopolis do związku dziesięciu greckich miast Dekapolu. Stanowiły one centrum kultury greko-rzymskiej, a Pax Romana gwarantował miastom rozwój, o czym poświadcza wspaniała architektura budowli wzniesionych w tym okresie. Wydarzenie było tak doniosłe, że mieszkańcy Scytopolis oparli swój kalendarz właśnie na tej dacie. W czasie wojny żydowsko-rzymskiej (66–73) miasto opowiedziało się po stronie Cesarstwa rzymskiego. II wiek za sprawą rozwoju włókiennictwa przeszedł do historii miasta jako „złoty wiek” Bet Sze’an. W 409 roku miasto zostało stolicą rzymskiej prowincji Palæstina Secunda. Od 395 roku zaczął się okres bizantyjski. W VI wieku miasto osiągnęło swoją maksymalną wielkość, osiągając populację 40 tys. mieszkańców. W 634 roku Scytopolis zajęli muzułmanie, którzy zmienili jego nazwę na Beisan. Miasto zaczęło się jednak stopniowo chylić ku upadkowi. 18 stycznia 749 roku Beisan zostało całkowicie zniszczone przez trzęsienie ziemi. Miasto nie zdołało się już odbudować, a na jego ruinach powstało kilka niewielkich osiedli mieszkaniowych, z charakterystycznymi wąskimi uliczkami arabskimi. Od 1099 roku obszar Palestyny znalazł się pod panowaniem krzyżowców, którzy utworzyli Królestwo Jerozolimskie. W samym mieście wybudowano wówczas niewielką twierdzę otoczoną fosą. W 1250 roku Palestyna powróciła pod rządy muzułmańskie, a od 1517 roku przeszła pod panowanie Imperium Osmańskiego. W okresie tym Beisan systematycznie traciło swoje regionalne znaczenie. Pewne ożywienie nastąpiło dopiero po 1900 roku, kiedy to wybudowano odnogę linii kolejowej Hidżaz do nadmorskiego miasta Hajfa. W wyniku I wojny światowej we wrześniu 1918 roku Beisan znalazło się pod kontrolą Brytyjczyków, którzy w 1922 roku oficjalnie utworzyli Mandat Palestyny. Na początku lat 30. XX wieku organizacje syjonistyczne wykupiły w tym rejonie znaczne ilości ziemi od arabskich właścicieli, co umożliwiło w kolejnych latach rozwój osadnictwa żydowskiego w dolinie Bet Sze’an. W 1934 roku Thomas Edward Lawrence zanotował, że „Beisan jest czysto arabską wioską ... z dachów można podziwiać piękny widok na rzekę [Jordan] ... na równinie nadrzecznej są porozrzucane liczne obozowiska koczowniczych Beduinów, którzy wypasają swoje stada”. W Beisan istniała jednak niewielka społeczność żydowska, która została zniszczona w 1936 roku podczas arabskiego powstania w Palestynie. Doszło wówczas także do arabskich ataków na okoliczne żydowskie osady rolnicze. Przyjęta 29 listopada 1947 roku Rezolucja Zgromadzenia Ogólnego ONZ nr 181 przyznała cały obszar doliny Bet Sze’an państwu żydowskiemu. W dzień po przyjęciu rezolucji wybuchła wojna domowa w Palestynie, której kontynuacją była I wojna izraelsko-arabska. 4 maja 1948 roku wysoki lider ruchu syjonistycznego Josef Weitz napisał w swoim dzienniku: „Dolina Bet Sze’an jest bramą naszego państwa w Galilei ... zajęcie jej jest potrzebą chwili”. To z tego powodu siły żydowskiej organizacji paramilitarnej Hagana wkroczyły 12 maja 1948 roku do miasta Beisan. Większość arabskich mieszkańców uciekła zanim do miasta wkroczyli żydowscy żołnierze. Nielicznych pozostałych arabskich chrześcijan wysiedlono do Nazaretu. W następnych miesiącach Hagana wysiedliła i zniszczyła praktycznie wszystkie okoliczne wioski arabskie.
Pod władzą państwa izraelskiego zmieniono nazwę miasta na Bet Sze’an. W latach 50. XX wieku do doliny dotarła fala żydowskich imigrantów z Maroka, Turcji, Egiptu, Syrii, Kurdystanu i Iraku. W dniu 19 listopada 1974 roku doszło do terrorystycznego ataku na Bet Sze’an. W 1999 roku Bet Sze’an otrzymało prawa miejskie i stało się ważnym ośrodkiem administracji w dolinie Bet Sze’an. W ostatnim dziesięcioleciu osiedlili się tutaj imigranci z Etiopii, Ameryki Południowej i krajów byłego ZSRR. W dniu 28 listopada 2002 roku doszło do ataku na lokal wyborczy Likudu w Bet Sze’an, w którym zginęło 6 Izraelczyków, a 36 osób zostało rannych.

### Nazwa
Etymologia hebrajskiej nazwy Bet Sze’an jest niepewna. Może być ona interpretowana jako „dom bóstwa Sze’an” bądź „dom spokoju”. Miasto posiadało jednak jeszcze inne historyczne nazwy. W okresie hellenistycznym nazywało się Scytopolis (gr. Σκυθόπολις), prawdopodobnie dlatego, że stacjonowały tutaj zaciężne siły scytyjskich jeźdźców. Mitologia grecka mówi, że założycielem miasta był Dionizos i opiekunka jego dzieci, Nysa. Stąd miasta było powszechnie znane jako Nysa-Scytopolis. Natomiast muzułmanie przez długie wieki używali własnej nazwy Beisan.

## Demografia
Według danych Izraelskiego Centrum Danych Statystycznych w 2011 roku w Bet Sze’an żyło 16 922 mieszkańców, z czego 97,8% Żydzi (reszta to inne narodowości). Jest to niewielkie miasteczko, którego populacja charakteryzuje się niewielkim spadkiem liczebności. Wskaźnik wzrostu populacji wyniósł w 2011 roku -0,3%. W roku tym urodziło się 365 dzieci, a zmarło 71 osób (odnotowano 1 zgon niemowląt). Na niekorzystny wynik spadku populacji przyczyniły się zjawiska związane z migracją ludności. Według danych za 2010 rok liczba pracowników wynosiła 8026, a liczba osób pracujących na własny rachunek wynosiła 408. Średnie miesięczne wynagrodzenie w 2010 roku wynosiło 5513 ILS (średnia krajowa 7522 ILS). Zasiłki dla bezrobotnych pobierało 226 osób, w tym 84 mężczyzn (średni wiek: 42. lata). Świadczenia emerytalne oraz renty pobierało 1521 osób, a zapomogi społeczne 1141 osoby.
| Wiek (w latach) | Procent populacji w % |
| --------------- | --------------------- |
| 0 – 4           | 9,2                   |
| 5 – 9           | 8,5                   |
| 10 – 14         | 8,3                   |
| 15 – 19         | 8,1                   |
| 20 – 29         | 17,5                  |
| 30 – 44         | 18,7                  |
| 45 – 59         | 17,5                  |
| 60 – 64         | 4,1                   |
| 65 –            | 8,0                   |

## Symbole
W 1990 roku władze miejskie podjęły decyzję o wprowadzeniu nowego herbu Bet Sze’an, który zastąpił stary z 1958 roku. Nowy herb zawiera osiem elementów, które podkreślają długą historię miasta. W centralnej części emblematu widnieje daktylowiec właściwy, będący charakterystyczną roślinnością Doliny Bet Sze’an. Palma jest również symbolem pokolenia Menasesa, którego działem w czasach biblijnych było miasto Bet Sze’an. Po lewej stronie palmy widnieją dwie faliste niebieskie linie, które wyobrażają obfitość wody w Dolinie Bet Sze’an. Po prawej stronie palmy widnieje teatr rzymski oraz mur obronny miasta. Wskazują one na długą i bogatą historię miasta, którego wykopaliska archeologiczne są dużą atrakcją turystyczną. Powyżej muru widnieją menora i szofar. Te dwa żydowskie symbole zostały odnalezione na mozaice podłogowej w synagodze z okresu bizantyjskiego. Symbole te świadczą o długiej historii osadnictwa żydowskiego w mieście. W tle widoczny jest widok gór, które w naturalnym środowisku są otoczeniem Doliny Bet Sze’an. Powyżej i poniżej umieszczono fragmenty wersetów biblijnych.

## Polityka
Burmistrzem miasta jest Rafael Ben-Szitrit. Ratusz znajduje się przy ulicy Herzla. Natomiast przy ulicy Bialika znajduje się sąd miejski. We wschodniej części miasta, przy strefie przemysłowej znajduje się siedziba władz administracyjnych Samorządu Regionuu Doliny Źródeł.

### Współpraca międzynarodowa
Bet Sze’an ma zawarte umowy partnerskie z następującymi miastami:
- Cleveland,  Stany Zjednoczone (1995)[24].

## Gospodarka
Miasto stanowi centrum handlowo usługowe dla okolicznych osad rolniczych Doliny Bet Sze’an. Miasto posiada także dwie własne strefy przemysłowe (północną i wschodnią). Zlokalizowanych w nich jest wiele przedsiębiorstw dających zatrudnienie licznym mieszkańcom. Miasto od lat słynie jako ważny ośrodek przemysłu bawełnianego w kraju, a wielu mieszkańców pracuje w okolicznych osadach rolniczych przy uprawie bawełny. W mieście jest ona przetwarzana na tkaniny, a następnie produkowana z nich odzież. W mieście są liczne centra handlowe. Największym jest położony w północno-wschodniej części miasta Binyanim Mall. Jest to zarazem jedna z regionalnych atrakcji mieszkańców i turystów przybywających do Bet Sze’an.

## Infrastruktura
Posterunek policji znajduje się w odremontowanym forcie Tegart przy ulicy ha-Tomer. W jego sąsiedztwie, przy ulicy Icchaka Szemesz jest remiza straży pożarnej oraz stacja pogotowia ratunkowego. W mieście jest także kilka przychodni zdrowia oraz prywatne kliniki stomatologiczne. W Bet Sze’an nie ma jednak szpitala. Najbliższymi są: Centrum Medyczne Doliny w Afuli i Centrum Medyczne Baruch Pade w Tyberiadzie.

## Transport
Miasto Bet Sze’an stanowi centrum komunikacyjne całej Doliny Bet Sze’an. Przez miasto przebiega z północy na południe droga nr 90, a z zachodu na wschód droga nr 71. Tworzą one podstawę tutejszej sieci komunikacyjnej. Drogą nr 90 jadąc na północ dojeżdża się do kibucu Chamadja i dalej do miasta Tyberiada, lub na południe do kibucu En ha-Naciw i dalej do przejścia granicznego Bardala, które umożliwia wjechanie na terytorium Autonomii Palestyńskiej. W północno-wschodniej części Bet Sze’an droga nr 90 krzyżuje się z drogą nr 71, która pełni funkcję północnej obwodnicy miasta. Jadąc drogą nr 71 w kierunku zachodnim dojeżdża się do kibucu Sede Nachum i dalej do miasta Afula, lub na wschód do kibucu Newe Etan i dalej do przejścia granicznego Rzeka Jordan z Jordanią. Siatkę połączeń komunikacyjnych uzupełniają drogi lokalne. Z Bet Sze’an w kierunku wschodnim wychodzi droga nr 7079, która łączy miasta ze wschodnią strefą przemysłową i drogą nr 71. W kierunku zachodnim wychodzi droga nr 6667, która prowadzi do kibucu Mesillot i drogi nr 669 (pełni funkcję południowo-zachodniej obwodnicy miasta). Natomiast w kierunku północno-wschodnim wychodzi droga nr 7078, która umożliwia dojazd do północnej strefy przemysłowej i północnej obwodnicy miasta (droga nr 71). Głównym środkiem transportu publicznego są dalekobieżne autobusy linii Egged i lokalne autobusy linii Kavim. Przez cały dzień autobusy regularnie odjeżdżają do Tyberiady, Afuli, Jerozolimy i Tel Awiwu.
W 2011 roku w Bet Sze’an były zarejestrowane 4860 pojazdy silnikowe, w tym 3967 samochodów osobowych (średnia wieku samochodów prywatnych wynosiła 8 lat). W roku tym w mieście doszło do 15 wypadków.
Przed I wojną światową w Bet Sze’an istniała stacja kolejowa. Przebiegała tędy linia kolejowa łącząca port w Hajfie z linią kolejową Hidżaz, która biegła z Damaszku do Medyny. Po I wojnie izraelsko-arabskiej linia ta została zniszczona i obecnie Bet Sze’an nie posiada żadnego połączenia kolejowego. Istnieją plany utworzenia takiej linii Rakewet Jisra’el.

## Architektura
Zabudowa miejska w większości składa się z nowych kilku piętrowych domów mieszkalnych. Miasto posiada liczne osiedla mieszkaniowe: Stare Miasto, Sprinzak, Halutsim, Żabotyński, Eli Cohen, Merkaz Hair, Gordon, Nof ha-Gilboa, Elijahu, Tirat Cwi, Tsameret, Hisachon, Bene Beitecha, Nof Gilad oraz Rabin. W południowo-zachodniej części miasta projektowane jest nowe osiedle mieszkaniowe Kirjat Rabin. Planuje się wybudowanie 1800 nowych domów z pełną infrastrukturą otoczenia. Miasto posiada kilka parków publicznych: na południu jest Park Dado, na północnym wschodzie Gan ha-Acmaut, na północy ha-Banim, a na północnym zachodzie Bet Sze’an.

### Zabytki
Miasto Bet Sze’an słynie z zabytków architektonicznych z okresu rzymsko-bizantyjskiego. Tutejszy park archeologiczny otoczono opieką i na jego miejscu utworzono Park Narodowy Bet Sze’an. Odnowiono tutejsze zabytkowe ulice z kolumnami, na których w przeszłości opierał się dach przykrywający chodniki ze stoiskami handlowymi. Do najsłynniejszych należą ulice Palladiusa oraz Silvanusa. Na północnym krańcu ulicy Palladiusa wznosi się monumentalna brama z trzema wejściami. Z tego miejsca stroma droga ze schodami prowadzi na wzgórze górujące nad miastem. U stóp wzgórza odnaleziono ołtarz poświęcony Zeusowi. Do czasów bizantyjskich na wzgórzu wznosiła się świątynia Zeusa, później w miejscu tym stanął kościół. W centrum miasta wznosi się bazylika (długość 70 m i szerokość 30 m) ze wspaniałą agorą z jońskimi kolumnami. Przy ulicy Silvanusa znajduje się publiczna fontanna nimfeum, do której woda była doprowadzana akweduktem. Przy skrzyżowaniu głównych ulic znajdują się pozostałości rzymskiej świątyni, prawdopodobnie poświęconej Dionizosowi, tradycyjnemu założycielowi i patronowi miasta. Po zniszczeniach z okresu bizantyjskiego do czasów współczesnych zachowała się jedynie fasada świątyni. Na wschód od bazyliki zachowała się bizantyjska łaźnia, która obejmuje kwadratową salę (20x20 m) służącą jako basen kąpielowy. Ściany pokoju i podłoga są wyłożone marmurowymi płytkami. W jednej ze ścian znajdowała się fontanna. U podnóża łaźni znaleziono liczne kawałki posągów, zniszczonych prawdopodobnie w okresie bizantyjskim. Stojący w południowej części miasta monumentalny teatr jest najlepiej zachowanym teatrem rzymskim. Scena ma średnicę 110 metrów. Widownia mogła pomieścić 7 tys. osób. Kolejną atrakcją jest amfiteatr, który wybudowano w południowej części centrum miasta. Owalny amfiteatr (102x67 m) otaczał arenę o długości 82 m i szerokości 47 m. Arena była otoczona ścianami o wysokości 3,2 m. Widownia mogła pomieścić 5-7 tys. widzów. Niestety, do czasów współczesnych z widowni zachowały się jedynie trzy rzędy siedzeń. W amfiteatrze odbywały się pojedynki gladiatorów, polowania na dzikie zwierzęta i zawody sportowe. Na północny zachód od teatru wybudowano duży kompleks publicznych łaźni (długie 100 m i szerokie 90 m), które składały się z ośmiu sal z otwartym basenem kąpielowym i fontannami. Sale były podgrzewane przez hypocaustum. Ważnym narodowym zabytkiem jest tutejsza synagoga, w której odkryto mozaikową posadzkę – w jej centrum znajduje się menora z napisem szalom (pokój). Interesujące są także pozostałości Klasztoru Najświętszej Maryi Panny z 567 roku z ozdobną mozaiką przedstawiającą kalendarz, w którym dwanaście miesięcy tworzy krąg dookoła słońca i księżyca. Miesiące symbolizują postacie mężczyzn trzymających narzędzia lub inne przedmioty charakterystyczne dla prac na roli w danym miesiącu. Z bardziej współczesnych zabytków można wymienić starą stację kolejową w Bet Sze’an. W północno-zachodniej części miasta znajduje się stary turecki most na rzece Charad. Wzniesiono go na oryginalnych dziewięciu słupach starożytnego mostu rzymskiego. Most wraz z otoczeniem został starannie odnowiony i stanowi dużą atrakcję miasta. Drugi turecki most znajduje się w północno-wschodniej części miasta. Został on wzniesiony w 1877 roku na fundamentach mostu rzymskiego (od 1994 r. jest wykorzystywany przez drogę nr 90).

## Kultura
Za kształtowanie kultury w mieście odpowiedzialne jest Centrum Kultury Bet Sze’an, które posiada swoje oddziały w osiedlach mieszkaniowych i obszarach rekreacji. Centrum prowadzi różnorodną działalność dla dzieci i dorosłych, organizując zajęcia teatralne, taneczne, artystyczne i muzyczne. Przy centrum funkcjonuje biblioteka publiczna. Jest tu także Muzeum Historii Bet Sze’an.
Z wydarzeń kultury masowej w 1973 roku w Bet Sze’an nakręcono część scen z filmu Jesus Christ Superstar.

## Edukacja i nauka
W mieście znajduje się 35 przedszkoli, z czego 24 jest utrzymywanych przez gminę.
Zgodnie z danymi Centralnego Biura Statystyki Izraela w Bet Sze’an jest 16 szkół, w których uczy się 3809 uczniów i studentów. Dzielą się one na 10 szkół podstawowych (około 2 tys. uczniów) i 6 szkół średnich (1801 uczniów). Ze szkół podstawowych, cztery są państwowymi szkołami świeckimi, cztery państwowymi szkołami religijnymi (Rambam, Tachkemoni, „Mejer i Jonatan), a dwie współpracują z pobliskimi samorządami regionów (Dolina Źródeł i Gilboa). Gmina jest odpowiedzialna za dowożenie uczniów do odległych szkół oraz uczniów szkół specjalnych. W mieście jest także konserwatorium muzyczne oraz kilka internatów szkolnych.

## Turystyka
Największą tutejszą atrakcją turystyczną jest Park Narodowy Bet Sze’an, który obejmuje obszar parku archeologicznego Bet Sze’an. Prace wykopaliskowe rozpoczęto tutaj w latach 1921-1933 i większość odnalezionych wówczas artefaktów umieszczono w Muzeum Rockefellera w Jerozolimie i w Muzeum University of Pennsylvania w Filadelfii. W 1983 roku prace wznowili naukowcy z Uniwersytetu Hebrajskiego, odkrywając pozostałości osiemnastu kolejno istniejących w tym miejscu osad. Odkryte antyczne budowle weszły w skład Parku Narodowego Bet Sze’an, który jest jednym z najbardziej imponujących miejsc w Izraelu. Każdego roku przyjeżdża tutaj około 300 tys. turystów. W lipcu 2008 roku zainaugurowano audiowizualne pokazy nocne, które rozświetlają antyczne budowle na powierzchni 11 akrów. Projekt umożliwia osobom odwiedzającym park odbycie „podróży w czasie” i poznanie historii miasta na przestrzeni tysięcy lat. Każdego roku prezentację ogląda ponad 40 tys. zwiedzających. W parku narodowym odremontowano okazały dawny turecki budynek rządowy Saraja, w którym od 2011 roku umieszczono biuro obsługi turystów, sklep z pamiątkami, galerię, oraz restaurację i kawiarnię. Spod tego budynku rusza kolejka turystyczna, która umożliwia obejrzenie całego parku narodowego z wygodnych wagoników. Plan rozwoju turystyki w regionie zakłada wykorzystanie antycznego miasta Scytopolis jako centrum przyciągającego turystów do Doliny Bet Sze’an. Na wschód od obszaru parku archeologicznego ma w przyszłości powstać centrum handlowe. Władze miasta planują powiększyć obszar wykopalisk, które obecnie udostępniają turystom zaledwie 10% całości wykopalisk. W tym celu ma powstać muzeum oraz kompleks hotelowy z usługami spa.
W północno-wschodniej części miasta jest położony bazaltowy kanion rzeki Charod. Wybudowane w jego otoczeniu ścieżki spacerowe umożliwiają podziwianie serii wodospadów. Ścieżki spacerowe łączą znajdujące się na rzece dwa stare mosty tureckie. W ich otoczeniu utworzono tereny piknikowe z zacienionymi miejscami do odpoczynku. Okoliczne osady rolnicze również realizują projekty rozbudowy bazy hotelowej i poprawienia atrakcyjności miejsc wypoczynku, koncentrując się na rehabilitacji w termalnych kąpielach mineralnych.

### Hotele
We wschodniej części miasta jest hostel Beit She’an Guest House z prywatnym basenem.

## Religia
W mieście jest 85 synagog oraz jesziwa Bet Sze’an. W północno-wschodniej części miasta znajduje się stary meczet. Jest on od 1948 roku opuszczony. Przed zupełnym zniszczeniem uchronił go archeolog Noach Vardiger, który opiekuje się budynkiem (wykorzystywany jako centrum dla osób niepełnosprawnych).

## Sport i rekreacja
Od 1958 roku w mieście istnieje klub piłkarski Hapoel Bet Sze’an. Jest to drużyna amatorska, która od 2007 roku działa bez prezesa. Zawodnicy sami ustalają skład i taktykę gry na kolejne mecze. Grają w drugiej lidze. Mecze rozgrywane są na lokalnym stadionie Bet Sze’an Stadium. Fenomen walki klubu o utrzymanie się w lidze i zaangażowanie kibiców został zarejestrowany na filmie „Underdog: A War Film”. Pokazał on emocjonalną wojnę, jaką toczyli mieszkańcy Bet Sze’an przeciwko całej reszcie kraju w sezonie rozgrywek 1995/96.

## Wojsko
Ze względu na konieczność utrzymywania stałej gotowości obronnej miasta, W Bet Sze’an znajduje się 117 publicznych schronów i 61 miejsc schronienia na wypadek ostrzału. Wszystkie miejsca są odpowiednio oznakowane. Na północ od miasta znajduje się baza wojskowa Sił Obronnych Izraela, w której prawdopodobnie mieszczą się wyrzutnie rakiet antybalistycznych Chetz-2.